# Lynne Cox
Lynne Cox (sinh năm 1957, ở Boston, Massachusetts)  là một vận động viên bơi lội đường trường và nhà văn người Mỹ.

## Những thành tích
Năm 1971, 14 tuổi, Lynne Cox và các đồng đội của bà là nhóm thanh thiếu niên đầu tiên hoàn thành cuộc bơi vượt qua Catalina Island  ở California. Lynne Cox hai lần lập kỷ lục băng qua eo biển Manche nối Anh đến Pháp nhanh nhất  (9 giờ 57 phút năm 1972 và 9 giờ 36 phút năm 1973 ). Năm 1975, Cox trở thành người phụ nữ đầu tiên bơi ở nhiệt độ 10 °C (50 °F), 16 km (10 dặm) eo biển Cook ở New Zealand. Năm 1976, bà là người đầu tiên bơi qua eo biển Magellan của Chile, và người đầu tiên bơi xung quanh mũi Hảo Vọng ở Nam Phi.
Lynne Cox nổi tiếng nhất bởi sự kiện bơi qua eo biển Bering vào ngày 7 tháng 5 năm 1987 với thời gian 2 giờ năm phút, từ đảo Little Diomede ở Alaska, Hoa Kỳ, đến Big Diomede, một phần của Liên Xô, nơi nhiệt độ trung bình của nước vào khoảng 43 đến 44 °F (6 đến 7 °C). Vào thời điểm này những cư dân sinh sống trên Little Diomede, dù chỉ cách Big Diomede 3,7 km (2,3 dặm), nhưng không được phép đi lại giữa hai đảo, mặc dù cộng đồng người Eskimo ở đó có quan hệ mật thiết với nhau cho đến khi những cư dân bản địa tại Big Diomede buộc phải dời đến đất liền Nga sau Thế chiến 2. Thành tựu của bà, hoàn thành một vài năm trước khi kết thúc Chiến tranh Lạnh, bất ngờ được  khen ngợi bởi cả tổng thống Hoa Kỳ Ronald Reagan và lãnh đạo Liên Xô Mikhail Gorbachev.
Ở lễ ký hiệp ước INF Missile Treaty tại Nhà Trắng. Gorbachev và Tổng thống Reagan trò chuyện với nhau, và Gorbachev nói:"Mùa hè năm ngoái, Lynne Cox chỉ mất hơn hai tiếng đồng hồ để bơi đến đất nước chúng tôi. Chúng tôi đã thấy trên truyền hình và cảm nhận được sự thân thiện của người Mỹ, khi cô ấy bước chân lên bờ Liên Xô. Cô đã chứng minh sự can đảm và gần gũi của cô như thế nào đối với dân tộc khác".
Năm 1988, bà là người phụ nữ đầu tiên bơi ngang hồ Baikal, năm 1992 Hồ Titicaca.
Một trong những thành tích khác của Cox là bơi hơn 1 dặm (1,6 km) trong vùng biển băng giá nam Cực năm 2002. Mặc dù hầu hết mọi người khác  trong tình trạng giảm thân nhiệt sẽ ngưng hoạt động  chức năng cơ thể sau  năm phút, bà ngâm mình trong nước 25 phút, bơi 1,22 dặm (1,96 km). Cuốn sách của bà về thành tích này, Swimming to Antarctica, được xuất bản vào năm 2004.
Cuốn sách thứ hai, Grayson, kể câu chuyện về sự kiện bà gặp một con cá voi xám trong một buổi tập luyện vào sáng sớm ở bờ biển California. Sách được xuất bản năm 2006.
Tháng Tám năm 2006, Cox đã bơi qua Sông Ohio ở Cincinnati từ Serpentine Wall đến Newport, Kentucky nhằm thu hút sự chú ý tới những kế hoạch làm giảm các tiêu chuẩn chất lượng nước trên dòng sông Ohio.
Vào năm 2011, Cox công bố South with the Sun, nói về tiểu sử của Roald Amundsen đồng thời kể lại chuyến bơi thám hiểm đến Greenland, Đảo Baffin và Alaska năm 2007 của bà, cuộc thám hiểm hành lang Tây Bắc của Amundsen.

## Sách
- Swimming to Antarctica, Alfred A. Knopf, 2004 VÀ 0-15-603130-2
- Grayson, Alfred A. Knopf, 2006 VÀ 0-307-26454-8
- South with the Sun, Alfred A. Knopf, 2011 VÀ 978-0-307-59340-5
- Open Water Swimming Manual: An Expert's Survival Guide For Triathletes And Open Water Swimmers, Knopf Doubleday Publishing Group, 2013 VÀ 978-0-345-80609-3
- Elizabeth, Queen of the Seas", Schwartz và Wade, 2014 VÀ 9780375858888
- Swimming in the Sink: An Episode of the Heart, Alfred A. Knopf, tháng 9 năm 2016, VÀ 978-1101947623

## Giải thưởng và vinh danh
- 2014 Giải thưởng sách California cho"Elizabeth, Queen of the Seas"[12]
- 2015 Giải thưởng Irma Black Honor[13]
- Tiểu hành tinh 37588 Lynnecox được đặt theo tên bà.[14]